# Jules Favre
Jules Claude Gabriel Favre (Lyon, Francia, 21 de marzo de 1809 - Versalles, Francia, 20 de enero de 1880) fue un político republicano francés.

## Biografía
Nació en Lyon y comenzó su carrera como abogado. Durante el tiempo de la Revolución de 1830, se autodeclaró abiertamente republicano, y expresó su opinión en juicios políticos. Después de la revolución de 1848 fue elegido diputado de Lyon en la Asamblea Constituyente, lugar que ocupó entre los moderados republicanos, votando contra los socialistas. Cuando Luis Napoleón fue elegido Presidente de Francia, Favre se le opuso abiertamente, y el 2 de diciembre de 1851 este trató con Victor Hugo y otros de organizar una resistencia armada en las calles de París. Después del Golpe de Estado se retiró de la política, regresó a su profesión legal y se distinguió por su defensa de Felice Orsini, el perpetrador del ataque contra la vida de Napoleón III.
En 1858 fue elegido diputado de París, y fue uno de los "Cinco" que dio la señal de la oposición republicana al Imperio. En 1863 se convirtió en el jefe de su partido, y dio varias conferencias denunciando la expedición mexicana y la ocupación de Roma. Estas conferencias, elocuentes, claras e incisivas, le otorgaron un lugar en la Academia francesa en 1867.
Junto a Adolphe Thiers se opuso a la guerra contra Prusia en 1870, y en las noticias de la derrota de Napoleón III en Sedan demandó la deposición del emperador. En el gobierno de la Defensa Nacional fue nombrado vicepresidente bajo el general Trochu, y ministro de asuntos exteriores, con la tarea onerosa de negociar la paz con Alemania victoriosa. Probó ser menos hábil como diplomático que lo que ha sido como orador, y cometió varios errores irreparables. Su famosa declaración del 6 de septiembre de 1870, de que él "no le daría a Alemania una pulgada de territorio ni una simple piedra de la fortaleza" fue una pieza de oratoria que Bismarck repitió en su declaración a Favre, por la cual Alsacia y Lorena deben ser cedidas como condición de paz.
Favre también cometió el error de no tener una asamblea elegida que podría tener más poderes regulares que el gobierno de París durante el asedio. En las negociaciones de paz, Bismarck venció. Ordenó el armisticio del 28 de junio de 1871 sin conocer la situación de los ejércitos y sin consultar al gobierno de Burdeos. Por un grave descuido él no informó a Léon Gambetta que el ejército del Este (80.000 hombres) no estaba incluido en el armisticio, de esta manera estuvo obligado a retirarse a territorio neutral. No mostró habilidad diplomática en las negociaciones para el tratado de Frankfurt, y fue Bismarck quien impuso todas las condiciones. Se retiró del ministerio, desacreditado, el 2 de agosto de 1871, pero permaneció en la cámara de diputados. Elegido senador el 30 de enero de 1876, continuó apoyando al gobierno de la república contra la oposición reaccionaria, hasta su muerte el 20 de enero de 1880.

## Obra
Sus trabajos incluyen varias conferencias y discursos, entre otros:
- 1849, La Liberté de la Presse
- 1866, Défense de F. Orsini
- 1868, Discours de réception a l'Académie française
- 1869, Discours sur la liberté intérieure. En Le Gouvernement de la Défense Nationale, 3 vols., 1871–1875, explicó su papel entre 1870 y 1871.

Luego de su muerte, su familia publicó sus discursos en 8 v.